# 中国人民政治协商会议济南市委员会
中国人民政治协商会议济南市委员会（简称政协济南市委员会、济南市政协），是中国人民政治协商会议在山东省济南市的地方组织，其主要职能是政治协商、民主监督、参政议政。

## 历史沿革
1950年2月9日，召开济南市各界人民代表会议第一届协商委员会第一次会议，主要讨论了协商委员会的性质并确定了工作任务。1955年4月26日至30日，召开中国人民政治协商会议济南市第一届委员会第一次会议，选举产生中国人民政治协商会议济南市第一届委员会主席、副主席、秘书长、常务委员。1966年6月文化大革命开始后，政协机关被造反派占据，主要干部下放至五七干校劳动。1978年7月21日至27日，召开中国人民政治协商会议济南市第六届委员会第一次全体会议，选举产生中国人民政治协商会议济南市第六届委员会主席、副主席、秘书长、常务委员。

## 职责
1. 负责市政协各类会议的会务工作、重大活动的计划和组织工作；
2. 负责组织实施市政协全委会议、常委会议、主席会议的决议和决定；
3. 负责对外联络协调和建议案、调研报告的报告和督办工作；
4. 负责市政协的干部人事管理、接待、文秘、信访、委员活动、后勤服务和离退休人员管理工作；
5. 负责党的统一战线和人民政协理论、政策法规的研究；
6. 负责市政协领导讲话和有关文件的起草工作；
7. 负责对重大理论和有关问题的调研及社情民意工作；
8. 负责市政协履行职能活动的宣传报道工作；
9. 组织市政协各界别委员履行职能、开展经常性活动；

## 机构设置
办事机构
- 办公厅
  - 秘书处
  - 会议活动处
  - 综合处
  - 组织人事处
  - 行政财务处
  - 机关党委
  - 离退休干部处
- 研究室
  - 宣传信息处
  - 理论研究处
  - 议政处
- 委员活动工作室
  - 组织联络处

专门委员会
- 提案委员会
- 文化文史和学习委员会
- 社教卫体和法制委员会
- 人口资源环境委员会
- 农业和农村委员会
- 经济科技委员会
- 港澳台侨和外事委员会

直属事业单位
- 济南市政协机关综合保障中心
  - 综合科
  - 服务科
  - 信息科
  - 后勤保障科

## 历届委员会

### 济南市各界人民代表会议协商委员会
第一届
- 任期：1950年1月－1950年9月
- 主席：谷牧
- 副主席：沈鹰、王祝晨、张东木、吴鸣岗

第二届
- 任期：1950年9月－1951年10月
- 主席：谷牧
- 副主席：王祝晨、尚兰亭、李和臣

第三届
- 任期：1951年10月－1954年7月
- 主席：谷牧（1952年2月离职） → 高启云（1952年11月任）
- 副主席：王祝晨、孙哲南、尚兰亭

### 中国人民政治协商会议济南市委员会
第一届
- 任期：1955年4月－1957年5月
- 主席：高启云（1956年3月离职） → 王路宾（1956年3月任）
- 副主席：丁梦荪、丁履德、尚兰亭、吴鸣岗、房众夫（1956年3月任）、郭锡九（1956年3月任）、陈景法（1956年3月任）、姜子修（1956年3月任）

第二届
- 任期：1957年5月－1959年7月
- 主席：王路宾（1958年10月离职）
- 副主席：房众夫、尚兰亭、吴鸣岗、陈景法、姜子修、郭锡九

第三届
- 任期：1959年7月－1963年9月
- 主席：秦和珍
- 副主席：许衍梁、吴鸣岗、尚兰亭、房众夫、陈景法、万春圃、黄云眉、李亚诺、朱琳

第四届
- 任期：1963年9月－1966年4月
- 主席：段毅
- 副主席：李又、万春圃、许衍梁、吴鸣岗、朱琳、尚兰亭、陈景法、秦西灿、唐岱盛、孙明（1965年11月任）、安鼎铭（1965年11月任）

第五届
- 任期：1966年4月－文革初期
- 主席：段毅
- 副主席：李又、万春圃、许衍梁、孙明、安鼎铭、吴鸣岗、朱琳、尚兰亭、陈景法、秦西灿

第六届
- 任期：1978年7月－1983年4月
- 主席：魏坚毅（1979年12月离职） → 朱民（1979年12月任）
- 副主席：杨毅（1979年12月离职）、范行克、唐升华、吴鸣岗、朱琳、段德甫、尚兰亭、秦西灿（1979年12月离职）、于云亭（1979年12月离职）、艾鲁川（1979年12月离职）、李道德（1979年12月任）、张东木（1979年12月任）、赵建平（1979年12月任）、陈景法、龚文涛（1982年4月任）

第七届
- 任期：1983年4月－1988年1月
- 主席：张骏 → 陈宝玺（1986年5月任）
- 副主席：陈宝玺、刘献林、唐升华、伊觉非、吴鸣岗、张东木、尚兰亭（1984年9月离职）、龚文涛、王耀生、李清岷、陈景法

第八届
- 任期：1988年1月－1993年3月
- 主席：刘耀华
- 副主席：王砚耕、王炳琴、张明山、吴鸣岗、张东木、诸葛士廉、冯德英、王耀生、李清岷、陈景法、王世墉（1991年12月逝世）、姚兆迪、惠熙和（1991年4月增补）
- 秘书长：惠熙和（1991年4月增补）

第九届
- 任期：1993年3月－1998年2月
- 主席：刘耀华
- 副主席：张明山、郑树龙、姚兆迪、张钰、任荷舫、汤家永、姚敦义、查国华、沈嘉琪
- 秘书长：侯佐昌

第十届
- 任期：1998年2月－2003年2月
- 主席：孙常印
- 副主席：任荷舫、张印峰、饶曼妮、姚兆迪、汤家永、姚敦义、沈嘉琪、尚林杰、吴泽浩
- 秘书长：侯佐昌

第十一届
- 任期：2003年2月－2008年1月
- 主席：徐华东
- 副主席：张印峰、饶曼妮、吴泽浩、孟宪杰、李兴春、孟涛、王可敏、刘子栋、包怡斐、高元坤
- 秘书长：王忠林

第十二届
- 任期：2008年1月－2012年2月
- 主席：徐长玉
- 副主席：王世敦、王可敏、刘子栋（2010年落马）、高元坤（2010年1月撤职）、杨庆林、胡占平、刘少玲、崔大庸、金德岭（2011年2月补选）
- 秘书长：陈亚建

第十三届
- 任期：2012年3月1日－2017年4月
- 主席：殷鲁谦
- 副主席：冯光文、崔大庸、金德岭、赵家军、张辉、李好臣、徐明梅、刘梦海
- 秘书长：任建新

第十四届
- 任期：2017年4月－2022年4月
- 主席：雷杰
- 副主席：李好臣（2020年5月辞任）、段青英、崔大庸、金德岭（2021年12月逝世[2]）、刘梦海、毕筱奇、李继民、王伯芝、张作平（2019年1月30日补选，2021年1月辞任）、王勤光（2021年1月14日补选）
- 秘书长：江林 → 李光忠（2019年1月30日补选，2021年1月辞任） → 倪志纯（2021年1月14日补选[3]）

第十五届
- 任期：2022年4月－
- 主席：雷杰
- 副主席：王京文、刘梦海、王伯芝、赵居安、刘勤、王建森、刘霞
- 秘书长：赵居安

## 荣誉
- 2020年度全国政协网络新媒体最佳融合创新奖[4]